# Sayed Jaffar
Sayed Muhammad Jaffar (geboren 1911 in Shergarh im heutigen Pakistan; gestorben am 21. März 1937 in Lahore) war ein indischer Hockeyspieler, der zwei olympische Goldmedaillen gewann.

## Leben
Der 1,73 m große Stürmer gehörte zur indischen Mannschaft, die bei den Olympischen Spielen 1932 in Los Angeles mit 11:1 gegen die japanische Mannschaft und mit 24:1 gegen das Team der Vereinigten Staaten gewann. Es nahmen 1932 nur diese drei Mannschaften am Olympiaturnier teil.
Vier Jahre später nahm Jaffar auch an den Olympischen Spielen 1936 in Berlin teil. Die indische Mannschaft gewann ihre drei Vorrundenspiele deutlich. Nach einem 10:0-Sieg im Halbfinale gegen die französische Mannschaft bezwangen die Inder im Finale die deutsche Mannschaft mit 8:1. Sayed Jaffar erzielte 1936 drei Treffer.
Jaffar studierte am Aitchison College und am Government College in Lahore. Er starb bei einem Jagdunfall am Ufer des Ravi.